# Moutabea angustifolia
Moutabea angustifolia är en tvåhjärtbladig växtart som beskrevs av Huber. Moutabea angustifolia ingår i släktet Moutabea och familjen Melastomataceae. Inga underarter finns listade i Catalogue of Life.